# Horce (pri Šentvidu v Podjuni), Škocjan v Podjuni
Horce (nemško Horzach II) je naselje v Občini Škocjan v Podjuni v Okraju Velikovec na Koroškem v Avstriji.